# Seznam etiopských císařů
Tento seznam etiopských císařů uvádí habešské císaře a ostatní hlavy Etiopie v období císařství od roku 1667 do konce monarchie v roce 1975:
- 1667–1682 – Jan I. Spravedlivý
- 19. července 1682 – 13. října 1706 – Ijasu I. Jan (jméno etiopských panovníků Ijasu lze přeložit jako Ježíš)
- 1685 – Yeshaq Ijasu (?) (v opozici)
- 27. března 1706 – 13. října 1706 – Tekle Hajmanot I. Ijasu (v opozici)
- 13. října1706 – 30. června 1708 – Tekle Hajmanot I. Ijasu
- září 1707 – Amda Seyon (v opozici)
- 30. června 1708 – 1. července 1708 – Na'od II. Tekle Hajmanot
- 1. července 1708 – 14. října 1711 – Tewoflos Jan (Yohannes)
- 1709 – červenec 1710 – Nebahne Jan (v opozici)
- 14. října 1711 – 19. února 1716 – Yostos Delba Ijasus
- 8. února 1716 – 19. února 1716 – David (Dawit) III. Ijasu (v opozici)
- 19. února 1716 – 18. května 1721 – David III. Ijasu
- 18. května 1721 – 21. května 1721 – Walda Jiří (Gijorgis) Ijasu
- 21. května 1721 – 19. září 1730 – Asma Jiří Ijasu (Adbar Sagad II. nebo Bakafa)
- 19. září 1730 – 26. června 1755 – Ijasu II. Asma Jiří
- 19. září 1730 – 26. června 1755 – Mantuab Walatta Gijorgisovna-regentka
- 1736–1737 – Hezqejas (v opozici)
- 26. června 1755 – 7. května 1769 – Iyoas I. Ijasu
- 26. června 1755 – 7. května 1769 – Mantuab Walatta Gijorgisovna-regentka
- 7. května 1769 – 18. října 1769 – Jan II. Ijasu
- 18. října 1769 – červen 1770 – Tekle Hajmanot II. Jan
- červen 1770 – prosinec 1770 – Susenyos II. Ijasu (?)
- prosinec 1770 – 13. dubna 1777 – Tekle Hajmanot II. Jan
- 13. dubna 1777 – 20. července 1779 – Šalamoun (Salomon) II. Adigo
- 20. července 1779 – 8. února 1784 – Tekle Jiří I. Jan
- 16. února 1784 – 24. dubna 1788 – Ijasu III. Azequ
- 1787–1788 – Ijasu (v opozici)
- 1787–1788 – Be'ede Mariam (v opozici)
- únor 1788 – 1789 – Tekle Hajmanot (v opozici)
- 24. dubna 1788 – 26. července 1789 – Tekle Jiří I. Jan
- 26. července 1789 – leden 1794 – Hezqeyas Ijasu
- leden 1794 – 15. dubna 1795 – Tekle Jiří I. Jan
- 15. dubna 1795 – prosinec 1795 – Šalomoun III. Etiopský (Be'ede Mariam III. Šalamoun)
- prosinec 1795 – 20. května 1796 – Tekle Jiří I. Jan
- 20. května 1796 – 15. července 1797 – Šalamoun III. Tekle Hajmanot
- 18. srpna 1797 – 4. ledna 1798 – Jonáš (Yonas) Letezum
- 4. ledna 1798 – 20. května 1799 – Tekle Jiří I. Jan
- 20. května 1799 – 1799 – Šalamoun III. Tekle Hajmanot
- 1799 – 24. března 1800 – Demetros Arqedewos
- 24. března 1800 – červen 1800 – Tekle Jiří I. Jan
- červen 1800 – červen 1801 – Demetros Arqedewos
- červen 1801 – 3. června 1818 – Egwale Seyon Hezqeyas
- 19. června 1818 – 3. června 1821 – Iyoas II. Hezqeyas
- 3. června 1821 – duben 1826 – Gigar Ijasu
- duben 1826 – Be'eda Mariam IV.
- duben 1826 – 18. června 1830 – Gigar Ijasu
- 18. června 1830 – 18. března 1832 – Ijasu IV. Šalamoun
- 18. března 1832 – 1832 – Gebre Krestos Gebre Mesay
- 1832 – Sahle Dengel Gebre Mesay
- 1832 – 8. června 1832 – Gebre Krestos Gebre Mesay
- říjen 1832 – 29. srpna 1840 – Sahle Dengel Gebre Mesay
- 1832 – Egwala Anbasa – vzbouřenecký císař
- 30. srpna 1840 – říjen 1841 – Jan III. Tekle Jiří
- říjen 1841 – 1845 – Sahle Dengel Gebre Mesay
- 1845 – Jan III. Tekle Jiří
- 1845–1850 – Sahle Dengel Gebre Mesay
- 1850–1851 – Jan III. Tekle Jiří
- 1851 – 11. února 1855 – Sahle Dengel Gebre Mesay
- 1851 – 29. června 1853 – Ali Alula – uzurpátor
- červenec 1853 – 9. února 1855 – Webe Haile Mariam – uzurpátor
- 9. února 1855 – 13. dubna 1868 – Teodor (Tewodros) II.
- 11. června 1868 – 11. července 1871 – Tekle Jiří II.
- 1868 – 15. listopadu 1868 – Menelik II. – vzbouřenecký císař
- 11. července 1871 – 9. března 1889 – Jan IV. Etiopský
- 9. března 1889 – 12. prosince 1913 – Menelik II.
- 1910 – Etege T'ajtu Bet'ul – regentka
- 1910 – 1911 – rás Tesemma – regent
- 1912 – 1913 – Lij Ijasu – regent
- 12. prosince 1913 – 27. září 1916 – Ijasu V.
- 27. září 1916 – 2. dubna 1930 – Zauditu I.
- 27. září 1916 – 2. dubna 1930 – rás Tafari Makonnen (Negus Tafari Makonnen) – regent
- 3. dubna 1930 – 2. května 1936 – Haile Selassie I. (rás Tafari) [2. května 1936–5. května 1941 v exilu]
- 1. května 1936 – 17. prosince 1936 – rás Imru – regent
- 9. května 1936 – 5. května 1941 – Viktor Emanuel III. (nominálně do 3. září 1943)
- 5. května 1941 – 12. září 1974 – Haile Selassie I. (rás Tafari)
- 13. prosince 1960 – 15. prosince 1960 – Mengistu Neway a Germame Neway – vzbouřenečtí
- 13. prosince 1960 – 15. prosince 1960 – Asfa Wossen – vzbouřenci designovaná hlava státu
- 12. září 1974 – 21. září 1974 – Asfa Wossen
- 12. září 1974 – 17. listopadu 1974 – Aman Mikael Andom – předseda Prozatímní vojenské administrativní rady; voj.
- 21. září 1974 – 21. března 1975 – Asfa Wossen – designovaný císař, neujal se úřadu